# Batanagar
Batanagar je město v indickém státě Západní Bengálsko. Bylo založeno roku 1934 z iniciativy Jana Antonína Bati. Dodnes zde funguje výroba bot. Ve městě také funguje několik škol.
Leží na břehu řeky Huglí v blízkosti hlavního města Západního Bengálska, Kalkaty. Spojení s Kalkatou zajišťují vlaky a autobusy.